# Aliment d'untar

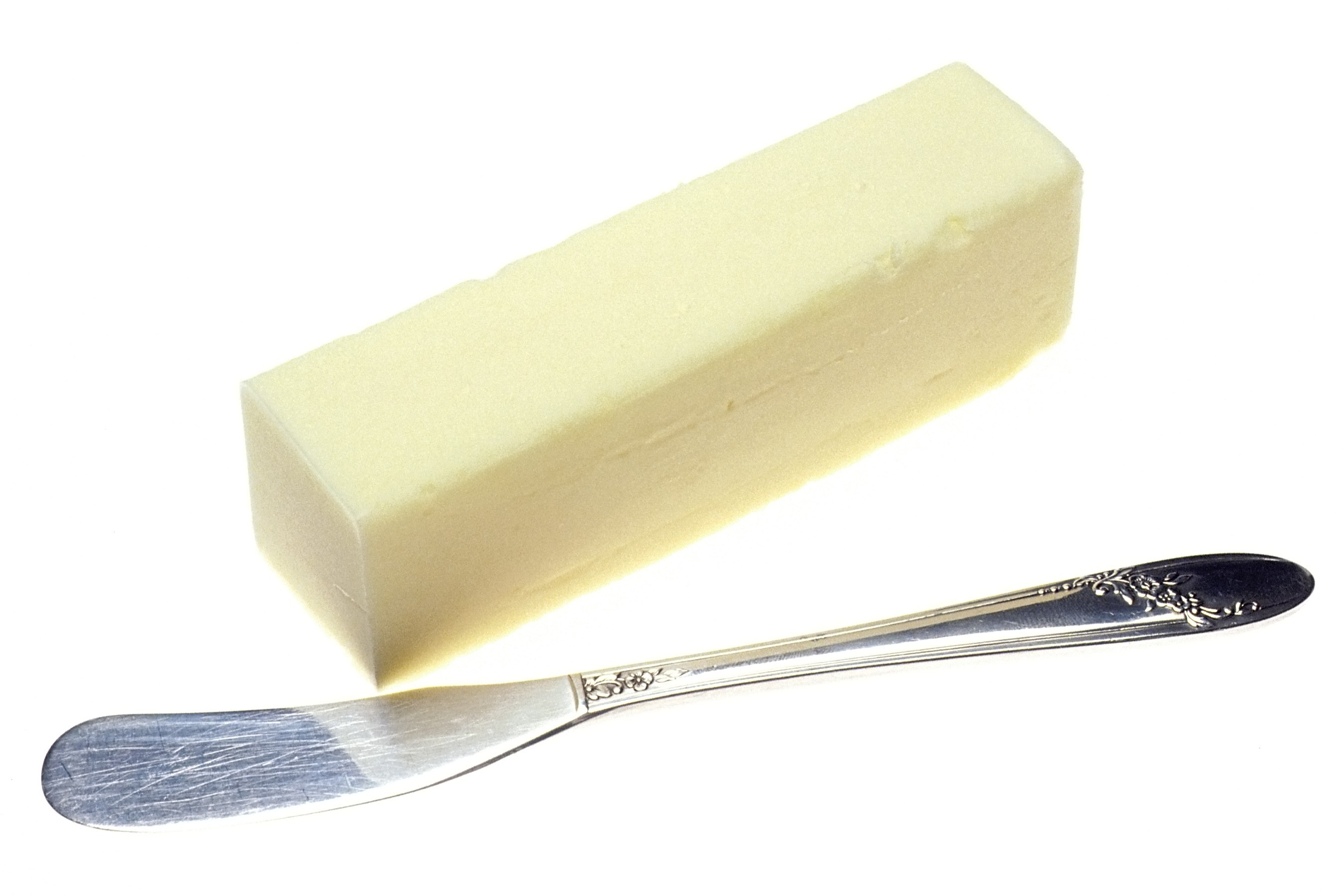
Barra de mantega per ser untada amb ajuda d'un ganivet.

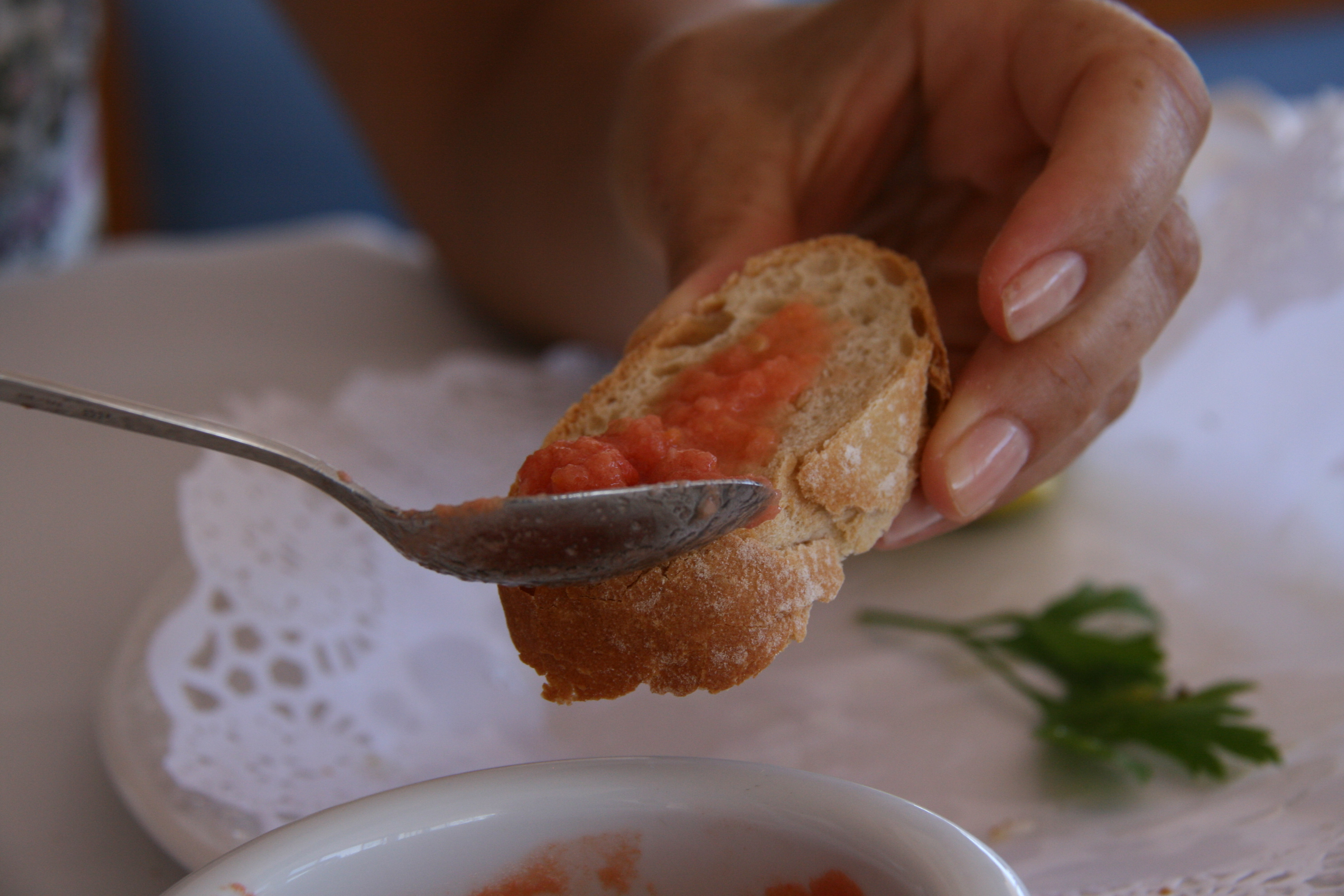
untat de salsa de tomàquet en una torrada.

Un  aliment untable  és aquell que s'unta amb un ganivet sobre pa,  crackers  o altres productes similars, amb la finalitat d'aportar sabor i textura. A diferència dels condiments, es consideren part integral del plat al qual s'incorporen, i no un additament. Cal distingir-lo de les salses de sucar, per a les quals no és necessari usar un ganivet. La mantega de cacauet és un típic exemple d'aliment untable .

## Característiques
Un aliment es considera aliment d'untar si pot exercir aquesta funció, encara que el mateix aliment es pugui considerar com a tal, com un condiment o com un ingredient, segons la circumstància. Un bon exemple seria la mantega, que pot aparèixer sobre una hamburguesa com a condiment, sobre una torrada com aliment d'untar o al puré de patata com a ingredient.

## Aliments
Són aliments untables comuns el formatge crema i la mantega (salats), així com la melmelada (dolç). També hi ha pastes untables elaborades a partir de verdura ( tapenade ,  hummus ,  bava Ganush , etcètera) i carn (paté,  fleischbutter ,  cretons , etcètera).